# 伊藤賀一
伊藤 賀一（いとう がいち、1972年9月23日 - ）は、日本の講師、著述家。京都府出身。専門は日本史。リクルート「スタディサプリ」社会科講師。

## 略歴
京都府京都市中京区壬生出身。京都市立朱雀第一小学校、京都市立中京中学校、洛南高等学校、法政大学文学部史学科、早稲田大学教育学部教育学科卒業。
法政大学卒業後は、永田達三の永田塾にて講師を務める。その後、東進ハイスクール・秀英予備校・秀英BBS（ブロードバンドスクール）などの予備校講師を経て、リクルートの映像授業「スタディサプリ」、辰已法律研究所などで講師を担当。担当教科目は、日本史・現代社会・政治経済・倫理・中学地理・中学歴史・中学公民）。
43歳の時、かつて不合格となった早稲田大学を再受験し、教育学部教育学科教育学専攻生涯教育学専修に入学。留年と休学を経て、49歳の時に同大学を卒業した。

## 人物
30歳を機に一時教壇を離れ4年間四国遍路を含む住み込み生活を経験。学問だけでなくプロレス、アイドル、お笑いと知見が深く、テレビなどにも意欲的に出演している。自身がホストを務めたテレビ番組ゲストでは第一回が田名部生来（AKB48）。第二回が里村明衣子（プロレス）であった。2015年にはスタディサプリの企画でエグスプロージョンとのコラボ「踊る授業」を行っている。
座右の銘は「怖くても、動こう」。

## 著書
- 『大学入試 日本史Bで高得点を稼ぐ標準問題演習』（2010年9月1日、中経出版、ISBN 978-4806138020)
- 『世界一おもしろい 日本史の授業』（2011年3月25日、中経出版、ISBN 978-4046025531）　※2017年上半期アマゾンランキング大賞　ビジネス・教養Audible（オーディブル）部門大賞受賞
- 『ゴロ合わせ朗読CD付 日本史まるごと年代暗記180』（2011年5月9日、中経出版、ISBN 978-4806140405）
- 『世界一おもしろい 日本史<近現代>の授業』 (2011年10月27日、中経出版、ISBN 978-4806142157）
- 『日本史B早わかり 一問一答』 (大学合格新書)(2012年10月10日、中経出版、ISBN 978-4806145127）
- 『これまで誰も教えてくれなかった受験勉強をしなければいけない本当の理由』（2013年5月1日、秀英予備校、ISBN 978-4862620668）- 関正生と共著
- 『ゴロ合わせ朗読CD付 日本史重要テーマ暗記110』（2013年6月12日、中経出版、ISBN 978-4806147688）
- 『きめる!センター倫理【新旧両課程対応版】』（2014年8月19日、学研プラス、ISBN 978-4053041166）
- 『世界一おもしろい 日本史用語の授業』 （2015年3月27日、中経出版、ISBN 978-4046003843）
- 『英語で読む 世界一おもしろい日本史の授業』（2015年6月10日、KADOKAWA/中経出版、ISBN 978-4046010193）
- 『伊藤賀一の速攻! センター現代社会』 （2016年9月7日、文英堂、ISBN 978-4578240853）
- 『「カゲロウデイズ」で中学歴史が面白いほどわかる本』（2016年9月16日、KADOKAWA、ISBN 978-4046015891）- 監修
- 『やる気が高まる！受験勉強をしなければいけない本当の理由』（2017年4月6日、宝島社、ISBN 978-4800270399）- 関正生と共著
- 『「カゲロウデイズ」で中学地理が面白いほどわかる本』（2017年7月10日、KADOKAWA、ISBN 978-4046018830）- 監修
- 『学習版 日本の歴史人物かるた』（2018年3月15日、幻冬舎、ISBN 978-4344979475）
- 『これまでイマイチ理解できなかった人も すぐにわかるようになる すごい哲学』（2018年3月24日、KADOKAWA、ISBN 978-4046008886）
- 『ニュースの“なぜ？”は日本史に学べ 日本人が知らない76の疑問』（2018年11月6日、SBクリエイティブ、ISBN 978-4797396294）
- 『日本一の社会科講師が教える 読んだら忘れない明治維新』（2018年12月22日、アスコム、ISBN 978-4776210115）
- 『笑う日本史』（2019年4月27日、KADOKAWA、ISBN 978-4046041302）
- 『47都道府県の歴史と地理がわかる事典』 （2019年9月26日、幻冬舎新書、ISBN 978-4344985704）
- 『ゼッタイわかる 中学地理』（2019年12月16日、KADOKAWA、ISBN 978-4046043412）- 監修
- 『ゼッタイわかる 中学歴史』（2019年12月16日、KADOKAWA、ISBN 978-4046043405）- 監修
- 『47都道府県 日本ふるさと絶景ビュー図鑑 1 北海道・東北・関東の絶景ビュー』（2020年2月17日、教育画劇、ISBN 978-4774622040）- 監修
- 『るるぶマンガとクイズで楽しく学ぶ! 47都道府県』（2020年3月3日、JTBパブリッシング、ISBN 978-4533139697）- 監修
- 『「47都道府県」地図帖の深読み事典』（2020年3月16日、宝島社、ISBN 978-4299003881）- 監修
- 『はじめての47都道府県カード』（2020年3月18日、幻冬舎、ISBN 978-4344992849）
- 『47都道府県 日本ふるさと絶景ビュー図鑑 ２ 中部・近畿の絶景ビュー』（2020年4月8日、教育画劇、ISBN 978-4774622057）- 監修
- 『47都道府県 日本ふるさと絶景ビュー図鑑 ３ 中国・四国・九州の絶景ビュー』（2020年4月8日、教育画劇、ISBN 978-4774622064）- 監修
- 『「日本が世界一」のランキング事典』（2020年4月10日、宝島社、ISBN 978-4299004291）
- 『「90秒スタディ」ですぐわかる！日本史速習講義』（2020年9月19日、PHP研究所、ISBN 978-4569847474）
- 『会社を離れても仕事が途切れない7つのツボ』（2020年10月2日、青春出版社、ISBN 978-4413046039）
- 『くわしい 中学公民』（2021年3月24日、文英堂、ISBN 978-4578233831）
- 『改訂版 ゼッタイわかる 中学地理』（2021年4月9日、KADOKAWA、ISBN 978-4046050120）- 監修
- 『改訂版 ゼッタイわかる 中学歴史』（2021年4月9日、KADOKAWA、ISBN 978-4046050113）- 監修
- 『死にざま図鑑』（2021年4月14日、ポプラ社、ISBN 978-4591166284）- 監修
- 『残酷な世界でどう生きるか 「進撃の巨人」の言葉』（2021年5月7日、総合法令出版、ISBN 978-4862807984）
- 『キャラ絵で学ぶ! 都道府県図鑑』（2021年5月20日、すばる舎、ISBN 978-4799109717）- 監修
- 『No.1スタディ イラストで楽しく覚える! 47都道府県』（2021年6月18日、日本文芸社、ISBN 978-4537219005）- 監修
- 『35年でこんなに変わった! 47都道府県の昭和と令和』（2021年7月5日、実業之日本社、ISBN 978-4408339597）
- 『歴史を深ぼり!日本史を動かした50チーム』（2021年8月11日、JTBパブリッシング、ISBN 978-4533146251）
- 『キャラ絵で学ぶ! 世界の国図鑑』（2021年9月25日、すばる舎、ISBN 978-4799109991）- 監修
- 『学習版 日本の歴史人物かるた NEW』（2021年9月26日、幻冬舎、ISBN 978-4344790452）
- 『キャラ絵で学ぶ! 織田信長図鑑』（2021年10月22日、すばる舎、ISBN 978-4799110034）- 監修
- 『るるぶ マンガとクイズで楽しく学ぶ! 日本の歴史』（2021年10月29日、JTBパブリッシング、ISBN 978-4533145599）- 監修
- 『高校入試 KEY POINT 入試問題で効率よく鍛える 一問一答 中学社会』（2021年11月12日、KADOKAWA、ISBN 978-4046043887）- 監修
- 『⽉別カレンダーで1からわかる! ⽇本の政治』（2021年12月17日、小峰書店、ISBN 978-4338081696）- 監修
- 『歴史と地理がいっきにわかる東京23区大全＋多摩・島しょ地域39市町村』（2022年3月5日、SBクリエイティブ、ISBN 978-4815606053）
- 『キャラ絵で学ぶ! 豊臣秀吉図鑑』（2022年2月19日、すばる舎、ISBN 978-4799110119）- 監修
- 『受験勉強で君は史上最高の自分になる』（2022年3月9日、宝島社、ISBN 978-4299027795）- 関正生と共著
- 『ハンディ版 月別カレンダーで1からわかる! 日本の政治』（2022年3月14日、小峰書店、ISBN 978-4338010566）- 監修
- 『音声DL付 ゴロ合わせ日本史 まるごと年代暗記200』（2022年3月28日、KADOKAWA、ISBN 978-4046056580）
- 『改訂版 世界一おもしろい 日本史の授業』（2022年3月28日、KADOKAWA、ISBN 978-4046048226）
- 『1日1ページで身につく! 歴史と地理の新しい教養365』（2022年3月30日、幻冬舎、ISBN 978-4344986466）
- 『キャラ絵で学ぶ! 三国志図鑑』（2022年4月21日、すばる舎、ISBN 978-4799110454）- 監修
- 『「世界史と日本史」同時授業』（2022年4月25日、アーク出版、ISBN 978-4860592318）- 村山秀太郎と共著
- 『キャラ絵で学ぶ! 徳川家康図鑑』（2022年5月12日、すばる舎、ISBN 978-4799110126）- 監修
- 『家康の戦略を支えた 最強 徳川家臣団のすべて』（2022年11月15日、宝島社、ISBN 978-4299035639）- 監修
- 『るるぶ マンガとクイズで楽しく学ぶ! 日本の歴史人物伝』（2022年11月15日、JTBパブリッシング、ISBN 978-4533151545）- 監修
- 『江戸時代 テーマ別だから政治も文化もつかめる 』（2022年12月20日、朝日新聞出版、ISBN 978-4023340978）- 監修
- 『深読みしたい人のための 超訳 歴史書図鑑』（2023年1月10日、かんき出版、ISBN 978-4761276485）- 監修
- 『三河物語 徳川家康25の正念場』（2023年1月25日、リベラル社、ISBN 978-4434314841）
- 『35年でこんなに変わった! 47都道府県の昭和と令和』（2023年7月2日、実業之日本社、ISBN 978-4408339597）
- 『桃太郎電鉄でポイント135 日本地理まるわかり大図鑑』（2023年3月15日、講談社、ISBN 978-4065302644）-- 監修
- 『オールカラー図解　いまがわかる地政学』（2023年4月13日、ワン・パブリッシング、ISBN 978-4651203294）-- 監修
- 『自然災害で変わる 歴史が変わる!』（2023年5月21日、国書刊行会、ISBN 978-4336074287）-- 監修
- 『マインクラフトで楽しく学べる! 都道府県大図鑑』（2023年6月16日、宝島社、ISBN 978-4299044129）-- 監修
- 『学習版　世界の歴史人物かるた ([バラエティ])』（2023年6月30日、幻冬舎、ISBN 978-4344791480）
- 『オトナのための教養が身につく!　日本の地理・歴史・公民』（2023年10月30日、玄光社、ISBN 978-4768318300）-- 監修
- 『キャラ絵で学ぶ！ 源氏物語図鑑』（2023年11月20日、すばる舎、ISBN 978-4799111772）-- 監修
- 『出来事と文化が同時にわかる　平安時代 (だからわかるシリーズ)』（2023年12月20日、ISBN 978-4023341494）-- 監修
- 『るるぶマンガとクイズで楽しく学ぶ！政治と憲法 (学習まんが)』（2023年11月21日、JTBパブリッシング、ISBN 978-4533156854）-- 監修
- 『折れない志　吉田松陰50の言葉 (リベラル文庫)』（2023年12月20日、リベラル社、ISBN 978-4434331336）-- 監修
- 『るるぶマンガとクイズで楽しく学ぶ！小学生の学習に最適！ 社会・地理歴史セット』（2024年2月26日、JTBパブリッシング、ISBN 978-4533159282）-- 監修
- 『突撃! カネオくん お金でみる都道府県データ図鑑』（2024年3月15日、宝島社、ISBN 978-4299053176）-- 監修
- 『るるぶマンガとクイズで楽しく学ぶ！世界の歴史 (学習まんが)』（2024年3月4日、JTBパブリッシング、ISBN 978-4533158018）
- 『アイム総理 歴代101代64人の内閣総理大臣がおもしろいほどよくわかる本』（2024年3月19日、KADOKAWA、ISBN 978-4046048219）
- 『面白すぎて誰かに話したくなる　蔦屋重三郎』（2024年10月23日、リベラル新書）

### 電子書籍
- 『学び直し日本史』（2016年11月15日、週刊東洋経済eビジネス新書）
- 『三河物語 徳川家康25の正念場 Kindle版』（2023年1月25日、リベラル社)
- 『そんなわけで都道府県できちゃいました！図鑑 Kindle版』（2023年2月20日、主婦の友社)-- 監修
- 『キャラ絵で学ぶ！ 日本の世界遺産図鑑 【キャラ絵で学ぶ！図鑑シリーズ】』（2023年6月21日、すばる舎）-- 監修
- 『ふしぎ・なぞとき　日本史人物事典』（2023年8月21日、朝日新聞出版）-- 監修

### その他
- 『全国大学入試問題正解 日本史』（旺文社）- 2012年版より解答者として参加
- 『歴史街道』（2020年5月号、PHP研究所）- 特別企画記事「パンデミックが変えた世界の歴史」執筆
- 『学習まんが 日本の歴史』全20巻（2020年7月3日、講談社）- アンバサダー

## 出演

### テレビ・ラジオ
- NMBとまなぶくん京都大遠足SP（2013年10月24日、31日、関西テレビ）
- Qさま!!特別編教科書の新常識＆ヒミツ全部教えますSP!（2014年2月16日、23日、テレビ朝日）
- 伊藤賀一の天職〜女性編〜（2015年3月16日 - 7月1日、シアター・テレビジョン）
- 伊藤賀一の「日本史偉人伝」（2015年4月 - 6月、シアター・テレビジョン）
- 虎ノ門ニュース！8時入り（2015年4月 - 6月、DHCシアター） - 火曜レギュラーパネリスト
- なるほどストリート（2016年4月 - 11月、テレビ東京） - コメンテーター
- JAWBORN TV（2016年1月8日、TOKYO MX）
- スタディトライ(2017年3月 -  4月、RKB毎日放送)
- 伊藤賀一の社会科BLUES（2017年10月 - 、毎週金曜24時～24時半、調布FM） - パーソナリティ
- 土バラ 歴ドラ 武将がスーツに着替えたら… ～関ヶ原の戦いは、サラリーマンの派閥争いだった!?～（2019年2月16日 、中京テレビ） - 解説[10]
- BSフジサンデースペシャル 日本史の新常識5（2020年9月6日、BSフジ）
- 霜降りバラエティＸ（2022年5月22日、29日、テレビ朝日）
- 100％！アピールちゃん（2022年6月13日、MBS・TBS系） - 小倉優子の講師として

### インターネット配信
- LineLive 家庭教師（2016年2月17日、LineLive） - 椎名ひかりの講師として
- ニュースの“なぜ？”は日本史に学べ（2018年3月26日 - 、YouTube）- SBクリエイティブチャンネルにて毎週金曜配信